# Lonsdale (Minnesota)
Lonsdale és una població dels Estats Units a l'estat de Minnesota. Segons el cens del 2000 tenia 1.491 habitants.

## Demografia
Segons el cens del 2000, Lonsdale tenia 1.491 habitants, 560 habitatges, i 394 famílies. La densitat de població era de 436,1 habitants per km².
Dels 560 habitatges en un 39,3% hi vivien nens de menys de 18 anys, en un 58,9% hi vivien parelles casades, en un 6,8% dones solteres, i en un 29,5% no eren unitats familiars. En el 23,9% dels habitatges hi vivien persones soles el 9,6% de les quals corresponia a persones de 65 anys o més que vivien soles. El nombre mitjà de persones vivint en cada habitatge era de 2,62 i el nombre mitjà de persones que vivien en cada família era de 3,12.
Per edats la població es repartia de la següent manera: un 28,4% tenia menys de 18 anys, un 9,5% entre 18 i 24, un 33,3% entre 25 i 44, un 16,6% de 45 a 60 i un 12,3% 65 anys o més.
L'edat mediana era de 32 anys. Per cada 100 dones de 18 o més anys hi havia 95,6 homes.
La renda mediana per habitatge era de 50.054$ i la renda mediana per família de 58.676$. Els homes tenien una renda mediana de 37.800$ mentre que les dones 25.607$. La renda per capita de la població era de 20.368$. Entorn del 4,6% de les famílies i el 6,1% de la població estaven per davall del llindar de pobresa.

## Poblacions més properes
El següent diagrama mostra les poblacions més properes.